# Чжиянь
Чжиянь (кит. трад.: 智儼; Вейд-Джайлз: Chih-yen, 602 — 662) — 2-й патріарх буддистської школи Хуаянь в течії Махаяна.

## Життєпис
Був сином чиновника з провінції Шеньчжоу. У 602 році народився у містечку Тяньшуй (поблизу столиці імперії Чан'ань). Спочатку здобув класичну освіту. У 614 році його родину відвідав Душунь, який був патріархом школи Хуаянь. Він наголосив, що Чжиянь був його сином у колишньому житті й став вимагати повернення його. Батьки вирішили, що Чжиянь повинен стати буддистським ченцем, тому доручили Душуню його освіту.
Протягом 615—620 років вивчав основні буддистські твори «Махаяна-самграха» та «Махавайпул'я-буддагандав'юха-сутра» (відома також як «Аватамсака-сутра» або «Хуаянь-цзін»), оволодів санскритом, щоб вивчати індійські твори буддизму. Значний вплив на свідомість Чжияня мав твір «Хуань-цзін шу» (Коментар до «Махавайпул'я-буддагандав'юха-сутра») авторства Сюйгуана, очільника гілки Нандао буддистської школи Ділунь.
Релігійні погляди Чжияня сформувалися у віці 27 років, коли він почав самостійно викладати. У 640 році після смерті патріарха Душуня стає новим очільником школи Хуаянь. Місцеперебування переносить до містечка Чжисянь-Си на горі Чжуннань (сучасна провінція Шеньсі). Сприяв розвитку і систематизацію вчення Хуаянь. Поступово стає одним із найшанованіших і найавторитетніших лідерів буддизму в Китаї.
У 660 році стає вчителем представника панівної династії Тан — Лі сяня, князя Пей. Помер у 668 році. Новим патріархом став його учень Фацзан. Інший учень Вісан став засновником корейської гілки хуань у державі Сілла.

## Погляди та твори
Чжиянь здійснив класифікацію буддійського вчення на п'ять класів, влаштованих за особливістю доктрин, заснував вчення фаджі юаньці («Залежне виникнення Справжнього Царства»).
Свої погляди виклав у творах «Соусянь-чжи», «Їшен шисянь мень», «Ушияо веньда», «Хуаянь-цзін кунму чжан», «Цзін'ган-цзін люшу».